# Wilhelm Fortenbacher
Wilhelm "Willi" Fortenbacher (ur. 17 listopada 1898, zm. 29 listopada 1980) – niemiecki wojskowy, członek SS
Był członkiem SS. Od końca czerwca 1935 r. w stopniu SS-Untersturmführera dowodził plutonem, zaś od początku października 1936 r. w stopniu SS-Hauptsturmführera kompanią w SS-Standarte „Deutschland”. Na początku grudnia 1937 r. wstąpił do Stowarzyszenia Lebensborn. Na początku sierpnia 1940 r. w stopniu SS-Sturmbannführera objął dowodzenie I Batalionu 2 Pułku Piechoty SS-Totenkopf Dywizji SS "Totenkopf". W połowie stycznia 1942 r. został dowódcą Batalionu Rezerwowego SS „Germania”. Od września tego roku w stopniu SS-Obersturmbannführera dowodził II Batalionem Pułku SS "Nordland". W październiku 1943 r. objął funkcję komendanta szkoły podoficerskiej SS w Arnhem. Od początku lipca 1944 r. w stopniu SS-Standartenführera dowodził 1 Tatarską Brygadą Górską SS. Pod koniec stycznia 1945 r. powrócił na stanowisko komendanta szkoły podoficerskiej SS w Arnheim. Od początku marca tego roku formalnie stał na czele rumuńskich oddziałów wojskowych SS.